# Ancylolomia taprobanensis
Ancylolomia taprobanensis là một loài bướm đêm trong họ Crambidae.